# Aliyah Royale
Aliyah Royale (* 4. März 2000 in Maryland) ist eine amerikanische Schauspielerin. Sie wurde vor allem bekannt in ihren Rollen in den Fernsehserien The Red Line sowie seit 2020 in The Walking Dead: World Beyond, wo sie die „Iris Bennett“ verkörpert.

## Biografie
Aliyah Royale wurde im März 2000 in Maryland geboren und wuchs als Tochter eines Offiziers auf verschiedenen Luftwaffenstützpunkten in den Vereinigten Staaten auf.
Sie spielte bereits als Jugendliche in Musiktheateraufführungen und seit 2012, im Alter von 12 Jahren, übernahm sie mehrere kleine Rollen in verschiedenen Kurzfilmen. Ab 2019 bekam sie eine Hauptrolle in der Miniserie The Red Line auf CBS. Sie spielte die Rolle der Adoptivtochter eines Schwarzen, der in Chicago von einem weißen Polizisten erschossen wurde, während sie sich gleichzeitig mit dem Auftauchen ihrer leiblichen Mutter auseinandersetzt, die als Bezirksstadträtin kandidiert.
Seit 2020 spielt sie in der Fernsehserie The Walking Dead: World Beyond eine Hauptrolle als „Iris Bennett“, die gemeinsam mit ihrer Schwester, gespielt von Alexa Mansour, und zwei Freunden aus einer vermeintlich sicheren Zuflucht aufbricht, um ihren Vater zu suchen.

## Filmografie (Auswahl)
- 2012 Tina for President (Kurzfilm)
- 2012 One Small Step (Kurzfilm)
- 2013 I Rock My Tutu (Kurzfilm)
- 2013 The Get Away (Kurzfilm)
- 2014 Rescuing Madison (Fernsehfilm)
- 2015 Strange Calls (Fernsehfilm)
- 2016: Attached at the Soul (Kurzfilm)
- 2016: Major Crimes (Fernsehserie)
- 2017: LA Stories (Kurzfilm)
- 2017: The First Stone (Kurzfilm)
- 2018: War Paint (Kurzfilm)
- 2019: The Red Line (Fernsehserie)
- 2020–2021: The Walking Dead: World Beyond (Fernsehserie)
- 2023: The Nanny’s Secrets (The Watchful Eye, Fernsehserie)

## Belege
1. ↑  Aiden Mason: 10 Things You Did Not Know About Aliyah Royale auf tvovermind.com, 30. Mai 2019; abgerufen am 8. Dezember 2020.
2. ↑  Lynn Elber: Milkid Aliyah Royale Steps into Spotlight in CBS Police-Shooting Drama military.com, 26. April 2019; abgerufen am 8. Dezember 2020.
3. ↑  Rebecca Sun: 'The Red Line' Star Aliyah Royale Signs With Abrams (Exclusive) auf hollywoodreporter.com; abgerufen am 8. Dezember 2020.